# Mike Wells
Mike Wells (...) è un fotografo britannico, vincitore del World Press Photo of the Year 1980. La fotografia vincitrice scattata nell'aprile 1980, ritraeva la mano di un missionario bianco nel nord-est dell'Uganda nell'atto di prendere la magrissima mano di un bambino africano che sta morendo di fame.